# 오반 (가수)
오반(본명: 조강석, 1997년 12월 2일 ~ )은 대한민국의 가수이다.
초등학교 때 연예인이 되고 싶다고 생각했던 그는 MC 스나이퍼, 아웃사이더의 음악을 듣게 되었다. 특히 2008년 그가 작은 누나를 통해 산이와 스윙스의 믹스테이프를 듣고 노래에 욕이 나온다는 사실에 충격을 받은 오반은 직접 가사를 써보기도 하고 중학생이 되어선 녹음을 하기도 하였다. 초등학교 5학년이 되던 해, 래퍼 산이의 믹스테이프를 우연히 들은 것이 계기가 되어 힙합을 통해 음악을 좋아하게 되었다고 밝힌 그는 중학생 때까지 싸이월드를 통해 자신의 자작곡을 올렸고 목동을 중심으로 음악활동을 하기도 했다. 밴드부에 들어가서 보컬 경험을 쌓던 중 비트와 랩을 짓는 친구들을 만나게 되었고 고등학생이 되어선 페이스북을 통해 교류를 이어갔으며 사운드 클라우드와 힙합 커뮤니티를 통해 공연 라인업을 구했다고 한다.
오반과 함께 생활하던 이병재는 오반을 존경한다고 말하기도 했다.

## 같이 보기
- 빈첸